# Nordstromia
Nordstromia is een geslacht van vlinders uit de familie van de eenstaartjes (Drepanidae). De wetenschappelijke naam van het geslacht is voor het eerst geldig gepubliceerd door Bryk in 1943.

## Soorten
Het geslacht Nordstromia omvat de volgende soorten:
- Nordstromia agna (Oberthür, 1916)
- Nordstromia angula Chu & Wang, 1988
- Nordstromia argenticeps (Warren, 1922)
- Nordstromia bicostata (Hampson, 1912)
- Nordstromia coffeata Inoue, 1992
- Nordstromia duplicata (Warren, 1922)
- Nordstromia fusca Chu & Wang, 1988
- Nordstromia fuscula Chu & Wang, 1988
- Nordstromia grisearia (Staudinger, 1892)
- Nordstromia guenterriedeli Buchsbaum,  2010
- Nordstromia heba Chu & Wang, 1988
- Nordstromia humerata (Warren, 1896)
- Nordstromia japonica (Moore, 1877)
- Nordstromia lilacina (Moore, 1888)
- Nordstromia nigra Chu & Wang, 1988
- Nordstromia niva Chu & Wang, 1988
- Nordstromia ochrozona (Bryk, 1943)
- Nordstromia paralilacina Wang & Yazaki, 2004
- Nordstromia problematica (Bryk, 1943)
- Nordstromia recava Watson, 1968
- Nordstromia semililacina Inoue, 1992
- Nordstromia siccifolia (Roepke, 1948)
- Nordstromia simillima (Moore, 1888)
- Nordstromia sumatrana (Roepke, 1948)
- Nordstromia undata Watson, 1968
- Nordstromia unilinea Chu & Wang, 1988
- Nordstromia vira (Moore, 1866)